# Плоть (фильм, 1932)
Плоть (англ. Flesh) — американская мелодрама режиссёра Джона Форда, вышедшая на экраны в 1932 году. В создании сценария принимал участие знаменитый писатель Уильям Фолкнер, который не был указан в титрах.

## Сюжет
Одаренный немецкий борец Полокай влюбляется в бывшую заключенную Лауру, которая убеждает его эмигрировать в Америку.

## В ролях
- Уоллес Бири — Полокай
- Рикардо Кортес — Ники
- Карен Морли — Лаура
- Джин Хершолт — мистер Герман
- Джон Мильян — Виллард
- Херман Бинг — Пепи, метрдотель
- Винс Барнетт — официант
- Грета Мейер — миссис Герман
- Эдвард Брофи — судья Долан
- Билли Блэтчер — посетитель кафе (в титрах не указан)